# Krátké a úderné divadlo
Krátké a úderné divadlo, zkráceně K.Ú.D., je divadelní soubor z Liberce. Divadlo vzniklo v roce 1993 na Střední umělecké škole v Liberci z recese před vánoční besídkou. Domovskou scénou divadla bylo po sedm let Experimentální studio Liberec. Od roku 2007 nemá divadlo stálou scénu a vystupuje formou hostování.

## Hry
Mezi hry Krátkého a úderného divadla patří Tři pokoje, Kdeže ty loňské něhy jsou, Jáma a divadlo, Hra na mostě aj. Kromě ucelených her uvádí soubor i tzv. Večery bez záruky, což je soubor scének, písniček a krátkých divadelních vystoupení.
Z produkce KÚD je také televizní satirický pořad Krátké a úderné noviny, který se vysílal v televizi TV GENUS v letech 1998 - 2000.

## Členové divadelního souboru
Členové divadelního souboru jsou Klára a Michal Šváchovi, Gabriela Vodrážková, Lenka Hallerová-Marková-Rettigová, Miroslav Holubec, Martin Kadlec, Jakub Žáček, Marek Ottl a Marcela Ottlová.